# Funkcjonalizm (archeologia)
Funkcjonalizm – kierunek (prąd) w archeologii.
Jednym z przedstawicieli funkcjonalizmu był słynny uczony brytyjski Vere Gordon Childe (1892–1957). Co prawda Childe początkowo, w duchu dyfuzjonizmu, przypisywał większość innowacji kulturowych wpływom bliskowschodnim, jednak w późniejszym okresie, pod wpływem funkcjonalizmu i marksizmu, zainteresował się mechanizmami funkcjonowania systemów społeczno-kulturowych, a przede wszystkim aspektami ekonomicznymi tego funkcjonowania, handlem jako motorem rozprzestrzeniania się innowacji, powstawaniem zróżnicowania społecznego i majątkowego w wyniku rozwoju gospodarczego i podobnymi zagadnieniami.
Innym funkcjonalistą w archeologii był uczony brytyjski Grahame Clark. Twierdził on, że celem archeologii powinny być przede wszystkim studia nad sposobem życia ludzi w przeszłości, znaleziska archeologiczne należy zatem rozpatrywać z funkcjonalistycznego punktu widzenia. Uważał, że podstawową rolą kultury jest zapewnienie społeczeństwu warunków do przeżycia, a więc wszystkie jej aspekty znajdują się do pewnego stopnia pod wpływem ograniczeń narzucanych przez warunki naturalne i środowisko. Celem archeologa winno być, według Clarke’a, zrekonstruowanie struktury ekonomicznej, organizacji życia społecznego i politycznego, systemu wierzeń i wartości oraz zrozumienie, jak te różne instytucje i wytwory kultury są z sobą powiązane jako części funkcjonującego systemu. Interesował się szczególnie aspektami ekologicznymi, badał sposoby adaptacji człowieka do środowiska, sposoby zdobywania pożywienia.
W Stanach Zjednoczonych przedstawicielami funkcjonalizmu archeologicznego byli Walter Taylor i Gordon Willey, którzy zapoczątkowali nowoczesne studia nad systemami osadniczymi dawnych społeczności ludzkich.